# 姫様“拷問”の時間です
『姫様“拷問”の時間です』（ひめさまごうもんのじかんです）は、原作：春原ロビンソン、漫画：ひらけいによる日本の漫画作品。『少年ジャンプ+』（集英社）にて、2019年4月2日から2025年8月19日にかけて連載された。
魔王軍に囚われ、秘密を聞き出すための拷問と称して手厚い待遇を受ける姫様の、ほのぼのとした軟禁生活を描くギャグ漫画。
2024年からはテレビアニメが制作されている。

## 概要
平成から令和への改元を控えた時期に連載がスタートしたこともあり、「毒がないと笑いにならない」という平成期のギャグ漫画とは一線を画し、癒しを提供しながら笑えるという、新たな時代に向けてアップデートされたギャグ漫画であるとされる。タイトルこそ禍々しいが、「読むときに気を張らなくていい、何も考えなくていい、やさしい世界」がコンセプトに置かれている。作中の世界観（主に魔族側の面々）における「拷問」とは、専ら「美味しい食事」や「楽しい遊び」などによる誘惑によって秘密を聞き出すことであり、登場人物の陰鬼は「（昔は違ったが今は）誰かを笑顔にしたり楽しませたりする仕事」として拷問官を目指すなど、人間の想像する「拷問」とは大きく概念が異なっている。また秘密を話した後は「用済み」とされ、「拷問」に使われた食事や遊びを好き放題に堪能できるため、主人公である姫様は次々と“拷問”に屈する様がお約束として描かれる。そうした独特な設定から、いわゆる「飯テロ」描写が頻繁にあるため、閲覧するタイミングには注意する必要がある、とも評されている。
作中の世界や登場人物は一見すると所謂「剣と魔法の中世ファンタジー」のように見えるが、頻繁に登場する食事を始め、娯楽などの文化や科学技術、街並みやインフラ、登場人物が車を運転したり電車に乗るなど、連載時の現代日本と全く変わらない社会であることが描写されている。

## あらすじ
7世代前から続く、国王軍と魔王軍との水面下での争いがなおも収まらない中、魔王軍によって囚われた国王軍の姫は、軍の秘密を話すように“拷問”を受けることになる。数々の死戦を潜り抜けてきた姫には足らないと思われたが、“拷問”と称して美味しそうなB級グルメやもふもふの動物を見せつけられ、その誘惑に屈していく。

### 第1巻
魔王軍に囚われた姫は、魔物たちに国王軍の欠点を自白するよう問い詰められるも答えようとせず、気に障った魔王は部下に拷問を指示し、無理にでも姫に答えさそうとする。
ある日のこと。拷問官トーチャーはカップ麺を取り出しお湯を注ぐ。シーフード派だと余裕を見せる姫だったが、その瞬間食欲をそそられてしまう。それでも勝利を確信し、3分が経つ。一向に食べない姫はこのままでは麺が伸び、食べられなくなることに気付き結果的に王国の警備の弱点を話すことになってしまう。しかし魔王が当日に塾があったことが判明し攻撃を免れることができた。
その後。今度は陽鬼と陰鬼によりテレビゲームによる拷問が始まる。

## 登場人物
各登場人物は、単行本のキャラクタープロフィールにて誕生日、好きな食べ物や特技、家族構成などが紹介されている。
声の項はテレビアニメ版の声優。

### 主要人物
姫
声 - 白石晴香
主人公。周囲からは「姫様」と呼ばれる。魔王軍と敵対する人類側の王女にして、国王軍第三騎士団長。
長く伸ばした金髪と、頭頂部にいつも乗っかっている小さな王冠（スキー場やスケートリンクでは王冠ロゴのニット帽を被る）がトレードマーク。戦士としての実力は本物であり、スポーツ絡みの拷問で自身の能力を活かす機会を与えられた時は思い出したかのように覚醒し、フリースロー対決ではフリースローラインから跳んでレーンアップダンクを軽々と決める（但しバスケのルールとしてフリースローをダンクで決める行為は認められていないため無効となり、勝負も元バスケ部の陽鬼に負けた）常識外れの身体能力や、ビーチチャンバラ対決（頭の紙風船を割られたら負け）では目にも止まらぬ早業で陰鬼を瞬殺した他、陽鬼の水鉄砲マシンガンによる攻撃も涼しい顔で全て叩き落とす驚異的な戦闘技術を披露する。
王族且つ戦士として厳しい教育を受けて育ってきているものの、庶民生活の「あるある」に妙に精通している。
国王軍でも屈指の実力の持ち主で、数々の死線を潜り抜け、作中に於いても魔王に次ぐ強さを誇る。その気高さと強固な意志で騎士団を率い、幾多の戦場を駆け死線を潜ってきたが、本作開始時点で魔王軍の捕虜となっている。戦いを離れたところでの素顔はおバカでヘタレ、自堕落かつ誘惑に滅法弱い。美味しいもの、愛くるしいもの、心地よいものなど、あの手この手の“拷問”に次々と屈し、国王軍の秘密を話しまくる日々を送る（秘密の内容は国とは関係ない、いわゆるトリビア的な無駄知識が多く、国王軍攻略の役には立たない物ばかりである他、たまに話す国宝の在処や国防面の穴といった有益な情報も魔王が下らない理由を付けて却下するため活かされる事はない）。
立場自体は魔王軍の捕虜だが、“拷問”の時間以外は自由に出歩くことを許されており、獄中では共に戦った聖剣エクス（後述）と共に過ごしている。また携帯電話（スマートフォン）の所持や使用を許可（牢屋内は充電用コンセントが完備）されていたり、足枷の鉄球も自分で自由に外せるなど生活に関する不自由もほぼなく、魔王軍の面々との仲も基本的に良好で現在の環境に一切の不満がないため、むしろ騎士団長時代より悠々自適の生活を送っている。
当初は拷問に屈しないと威勢のいい態度を見せていたが、話が進むにつれて本人も拷問を楽しむどころか「野菜より肉がいい」とわがままを言うようになり、毎回のようにエクスに呆れられても開き直って次の拷問は何かと心待ちにするようになっている。また、ビーチチャンバラで勝っても釈放を望まずビーチチャンバラをみんなで楽しんでいたので今の生活が一番良いと思ってる模様。
戦場で幾度も傷を受けているため戦いで自身が傷付く事は恐れないが、注射は苦手で、監禁者の健康管理のため月一で健康診断が行われていると聞いた時は採血が嫌で拷問でもないのに泣いて秘密を話した。
拷問281にて、本名がアイシェル・姫華・ラトルヴィアである事が明かされた。
エクス
声 - 小林親弘
姫の相棒。意思を宿した伝説の聖剣。姫と共に捕虜の身となる。
国王軍歴代の名騎士と共に戦い抜いてきた名剣で、剣でありながらも人間の価値観・文化・生活態様にも造詣が深く、生真面目で常識人な性格なために、どこかズレている拷問官達とおバカな姫により繰り広げられるシュールな展開にツッコミをいれる日々を送ることになる。
幾多の戦場を共に駆け抜け、高潔で勇壮な「騎士」としての姫を信奉している（機会は少ないが姫がかつてのような凛々しい表情を見せる時はツッコミの仕事を忘れてはしゃぐ）が、他方で“拷問”の日々により次々と明らかになる姫の情けない一面には呆れを隠せないでいる。
使用者の魔力に共鳴するため、姫が体調を崩すと元気を失くす。剣であるがゆえに刀身をメンテナンスされるのは気持ち良いらしく、彼が“拷問”の対象となることもある。
「バラエティ番組でボケた出演者に対して出るテロップのような役割」である、とされる。
トーチャー・トルチュール
声 - 伊藤静
魔王軍最高位拷問官。妙齢の成人女性然とした佇まいをした悪魔。
最高位に相応しい“拷問”の天才。その技量は「食欲」を煽る手腕は魔王すらも屈させてしまうほどだが、魔王に報告される秘密は役に立たないものがほとんど。部下の拷問官達は窮地に陥ると、なぜか彼女の秘密をバラしてしまう。
生真面目かつ細やかな気配りのできる理知的な女性であり、捕虜の身にある姫を細やかに気遣う優しさも持ち合わせている。拷問官として姫を誘惑によって苦しめる立場でありながらも、その一方で姫の捕虜生活を甲斐甲斐しくお世話してあげており、姫からは「一緒にいるととっても楽しい」と、なんだかんだで慕われている。
飲食店で美味しそうに食事をしていたところを魔王軍にスカウトされて拷問官となった過去を持つ。前職は看護師で、職歴と経験を活かして姫の健康診断（拷問とは関係ないが姫が注射嫌いなため結果的に情報を引き出している）も行う。プライベートや出張先でひとりメシを堪能するエピソードも描かれている。運動は苦手でスポーツ系の拷問に一緒に挑戦する時はすぐにバテている。最近生まれたばかりの姪っ子を溺愛しているほか、ウサギが大好きである（クロルの部屋に招かれた時は目を輝かせながら写真を撮りまくっている）と陽鬼から暴露されている。姫、陽鬼、陰鬼、魔王、カナッジと作中の登場人物がスマートフォンを使う中、トーチャー一人だけガラケー派である。自動車免許を持っており、拷問で外出する際は魔王軍所有の社用車を使って姫達の運転手になっている。

### 拷問官
ダターマ
拷問官補佐官。トーチャーをはじめとした拷問官達の“拷問”をサポートする。
容姿こそ禍々しい存在感を放っているが、姫が“拷問”に屈した後には一緒に遊んだりはしゃいでいることも多々。右目の星の形をしたフェイスペイントは、毎朝自分で描いている。ほとんどセリフを喋ることはないが、ただ喋っていないだけで喋れないわけではなく、拷問194にてトーチャー曰く「今まで食べた中で一番おいしい」さくらんぼを食べた際には思わず言葉を漏らしていた。
陽鬼＆陰鬼
声 - 永瀬アンナ（陽鬼）、井上ほの花（陰鬼）
中級拷問官。快活でボーイッシュな陽鬼と、物腰の控え目な陰鬼の二人組。仲の良い双子の姉妹に見られがちだが、従姉妹同士である。
陽鬼はショートヘアに露出が高い服装、陰鬼は左目が前髪で隠れたロングヘアに厚着（どんな服装でも手が露出する場面が無い）と、外見も対照的。陰鬼には弟が二人いることがキャラクタープロフィールにて明かされており、その内の下の弟である陰助は3巻収録の拷問33より登場している。
レクリエーションやパーティーゲームといった「楽しさ」を利用し、巧みなコンビネーションで秘密を聞き出す“拷問”を得意とする。それぞれが単独で“拷問”を行う際には、陽鬼はスポーツ、陰鬼は映画、といった自らの趣味を用いている。
距離感が近く、姫とも初対面ですぐに友達となり、気軽かつ頻繁に魔王城外へ遊びに連れ出している。
3巻収録の拷問36にて、姫の助言をもとに、マオマオちゃんを加えた三人で上級拷問官への昇級試験である「魔王への“拷問”」に成功し、上級拷問官に（マオマオちゃんは『究極ハイパー伝説みならい拷問官』に）昇進する。
クロル
声 - 山根綺
一級戦闘員兼上級拷問官。ギャル然とした容姿で、語尾に「☆」が付く半獣の女の子。
魔物使いであると同時に重度の動物愛好家でもある。動物の毛触りを素肌で感じたいがために露出を多くしており、ビキニとショートパンツにマントを羽織った出で立ちをしている。
様々な魔獣の「愛くるしさ」を利用した“拷問”を得意とする。魔獣の狼・マッドウルフ、白熊の赤ちゃんのキュイ、猫のシロ＆ミケ、イルカのキュキュといった配下やペットを連れてくるが、彼女の嗜好がニッチすぎるあまりに姫様に理解されず、その良さをわからせようとムキになることもしばしば。毎度なんだかんだで動物の魅力に虜になる姫と意気投合し、仲良しとなっている。
マオマオちゃん
声 - 日高里菜
魔王の一人娘にして、"ハイパー上級見習い"拷問官。幼稚園に通っている子どもであり、周囲からは「マオマオちゃん様」と呼ばれる。額の瞳は父親譲り。親子ともども白目が黒いのが特徴。
可愛らしい容姿もさることながら、その性格も純真無垢さの塊であり、姫をたちまちメロメロにしてしまっている。初めて姫の前現れた際は、それまで一度も“拷問”を成功させたことがなく己を卑下してしまっていたが、姫に励まされ初めて成功し、以降は姫を「お姉ちゃん」と呼んでまるで親戚のお姉さんのように慕い懐いている。
“拷問”の手法自体は姫に全く響かないものばかりだが、圧倒的な「いじらしさ」や「可愛らしさ」により、秘密を聞き出すことに尽く成功している。
魔王の溺愛ゆえか、見習いながらも最高位拷問官であるトーチャーより階級が上であり、さらに話が進むごとに「伝説」「究極」等、肩書がアップデートされていっている。
ジャイアント
声 - 茅野愛衣
四級戦闘員兼初級拷問官。名前の通り姫様の倍近い体躯と長身を持つオトナの女性。
常に笑みを湛えた柔和な雰囲気と母性に溢れた底抜けの包容力を持ち、周囲からの慕われ度は絶大。彼女が戦闘や拷問をしているところを誰も見たことが無く、普段は風呂場のメンテナンスに勤しんでいる。
温泉やサウナ、マッサージ、リフレッシュ術等のリラクゼーションに精通しており、“拷問”そっちのけで彼女がもたらす「安らぎ」や「癒し」が、結果的に秘密を話してしまうような状況を作り上げている。姫からは「ママ師匠」と呼ばれ慕われている。
ギルガ
声 - 千本木彩花
武器職人兼初級拷問官。一本気で職人気質の女性。トーチャーとはプライベートで仲良しで、お互い「トルちゃん」「ギルガちゃん」と呼び合う。初登場時は一人称が「ボク」だったが、再登場時は「私」になっており、安定していない。
エクスへの“拷問”のために拷問官の資格を取っている。職人としての腕は確かであり、その絶妙なメンテナンスの手腕によってエクスを忽ち屈服させる。
魔剣をコレクションしているが、“拷問”の際にガスコンロ代わりに用いるなど、扱いはぞんざい。
バニラ・ペシュッツ
声 - 富田美憂
上級拷問官。吸血鬼として名を轟かせるペシュッツ一族本家の一人娘。容姿は姫や陽鬼たちよりも幼い。直接血を吸うことはなく、鉄分の多い食べ物から栄養を得ている。
根は素直な良い子だが、本人は高貴な身分であることを自負するあまりになにかと空回りしがちで、基本的に何でも話す姫から2回連続で秘密を聞き出せないまま任務失敗に終わっている。両親からは溺愛されており「家の名に縛られずに自由に生きな」と諭されている。
「恐怖に震える拷問」と称してジェットコースターを使うが、自分の方が怖がって秘密を話してしまうなど、若干ポンコツ。
プライドが邪魔をして友達が作れずにいたが、彼女の前ではなぜか(本人は意図せずに)男前な面を見せる姫にたちまち心を開き、姫の秘密（立場上話せなかった本音）として「騎士として友は必要ないと思い戦ってきたが本当は友達が欲しかった」という言葉を聞き出して失敗続きだった拷問に初めて成功するとともに、バニラにとって初めての友達になった。
サクラ・ハートロック
声 - 田村睦心
国王軍とは別の国家、ローニシ帝国の帝王直属暗殺部隊に所属する暗殺者。魔王暗殺のため、魔王城に侵入するも捕らえられ、トーチャーの“拷問”（生姜焼き）に屈し、上記の身分を明かす。過去に姫暗殺の任を与えられ、身分を偽って姫に接近し、親しくなるが、本当に情が芽生えてしまい、任務遂行のため背後から姫を襲撃するも躊躇により致命傷を与えられず、返り討ちに合ってしまう。なお、姫もサクラの斬撃から自分を本気で殺す気がなかった（目が合った瞬間に見た表情から本当は殺したくなかった）事を感じ取り、同じくこれまでの友情から彼女にとどめを刺さず生かしている。
魔王暗殺の任務は姫の暗殺失敗により立場を失ったサクラへの実質的な死刑宣告だったが、その事情と彼女の境遇を聞いた魔王の計らいで、トーチャーの下で試験採用として魔王軍に入隊。以後はトーチャーを「先輩」と呼び親しんでいる。
彼女自身の登場は7巻からだが、実は1巻収録の拷問7における姫の回想シーンにて登場していた「姫様が友だと思っていたが裏切られた」人物が彼女であった。
拷問126にて姫と再会。曲芸の“拷問”で姫の気持ちを聞き出し夜遅くまで語り合った。拷問127では仲直りを記念してみんなで牧場に遊びに行き、陽鬼から現在の関係を聞かれた時は二人一緒に「うん！友達！」と呼び合うなど本当の友人関係になっている。
なお、拷問の後は報告書作成の仕事があるが、サクラの初拷問の時は夜通し語り合っていた事もあって特別に猶予が与えられた。

### 魔王とその周囲
魔王ゴッドサンダー
声 - 玄田哲章
全ての魔族の頂点にして、魔王軍の「代表取締役魔王」。姫を捕虜に置き、“拷問”により国王軍の秘密を聞き出すことを企む。が、（たまに提供される）本当に有益な情報でも、しょうもない理由で却下する事が多々ある。
強大な魔力を持ち、かつて国王軍最高戦力である「勇者」の攻撃を全て耐え抜き、退けた逸話を持つ正真正銘の魔王たる存在であり、戦闘力に関しても落雷によって飛ばされた異世界の危機を僅か2時間で独力で救ってしまう、作中最強と呼ぶに相応しい存在である。本気を出せば人間を滅ぼせるだけの実力を持ちながら一向に人間を攻める素振りを見せないが、作中の戦争は7世代前から続くものであるため魔王が起こしたものではなく、魔王の口から本当の意味で人間を憎むような言動も見られない。
佇まいや言動（台詞の吹き出し）も禍々しいが、2回連続で姫の拷問に失敗したバニラに対して「手厚くサポートしなければならない」と頭ごなしには咎めず、むしろ部下の成功を心から応援する人格者であり、それ以外に見せる人柄や行動もいたって寛容・寛大・善良そのものな作中屈指の良識人。拷問官のサポート以外にも監禁者に対して月一で健康診断を行うホワイト企業然とした組織を作り上げ率いるいわば理想の上司にして、子煩悩で家庭を大切にする良き父親、良き夫という理想の男を体現したような姿ばかりが描かれている。
オタク趣味を持ち、日頃から深夜アニメ鑑賞（ニチアサはリアルタイム視聴主義）やラジオへのメール投稿のほか、休日には声優のライブやCDのリリースイベントに繰り出している（第三者とアニメの話題で意気投合した時は帰宅後に「新しい友達が出来た」と上機嫌で家事を手伝っている）。なお、“王”であるものの魔王城はあくまで職場であるため居住はしておらず、普通のマンションに家族三人で暮らしている。プライベートで描かれる自宅風景は王族的なものとは程遠い、ごく一般的な家庭と全く変わらない庶民的なもの。マオマオちゃんの幼稚園行事で姫と顔を合わせる機会も少なくないが、その日常的な姿ばかりを目撃されているため魔王本人であると認識されておらず、姫やエクスからは「魔王代理の人」と思われている。
家庭に仕事に趣味と充実した人生を満喫しているが、マオマオちゃんが言葉を話せるようになったばかりの頃は「ママ」に「カナッジ」など自分以外の人物の名前を覚えて呼ぶ一方、魔王だけは一向に「パパ」と呼んで貰えない事を気にしていた。
ルルン
声 - 中原麻衣
魔王の妻であり、マオマオちゃんの母親。周囲からは「お后様」や「王妃様」と呼ばれているが、実家の書店を手伝いに行く時を除けば基本的に主婦である。夫である魔王の事は『ゴッちゃん』と呼ぶ。
王妃たる巨大な魔力を持っていると思われるものの、傍からはどうみても普通の優しいお母さんにしか見えない。
健やかに育つマオマオちゃんを温かく見守っており、“拷問”の助太刀に現れることもある。魔王との夫婦仲もいたって良好であり、時には意外なお茶目さを披露しながら、家族団欒の日々を送っている。
カナッジ
声 - 福島潤
魔王側近。小柄な体躯にマントを羽織った耳の無いブタのような容姿の魔族。特技は裁縫で、着ているマントもお手製。
清掃のバイトで魔王軍に入ったが、人手不足でいろいろ手伝っているうちに現在の立場になった。内政面を統括するほか、戦闘面でも弱そうな外見に反して魔王に次ぐNo.2の実力者。日々トーチャーから報告されてくる国王軍の秘密を魔王に伝えているが、有用そうな情報でもなんだかんだで不採用になるのがお約束のようになっているため、採用され(そうになっ)た際には驚いている。
ブルーゼ
声 - 木内太郎
魔王軍戦闘大参謀で、「破壊のブルーゼ」の二つ名を持つ。筋肉隆々の体格に、牛の角と耳を持った中年男性のような容姿。国王軍と魔王軍の衝突が一番激しかった時代には、攻撃部隊隊長として第一線で活躍していた。勤務時はトゲ付きの肩当と腰布という服装だが、通勤時にはスーツを着用している。生真面目な性格のため、何気なく耳に入った魔王の言葉を額面通りに真剣にとらえる事が多々ある（実際はマオマオちゃんやルルンとの家族団欒に関する内容）。

### 人間側
ルーシュ・ブリタン
声 - 小野大輔
国王軍第一騎士団に所属する“聖白（せいしろ）騎士”。1巻のキャラクタープロフィールによると、国王軍一の魔法の使い手で、名家ブリタンの次期当主にして一流の騎士。常にフルフェイス型の兜を被っているが、素顔は平凡な顔立ちの中年男性で、ひそかに白馬の王子様に助けられることを夢見ていた姫はその顔を目の当たりにして若干幻滅した。性格は実直でまじめだが、魔法の詠唱に集中すると周囲の言動が全く耳に入らなくなる。
姫救出のため、たびたび魔王城への侵入を成功させているが、救出用の転送魔法が毎回何かしら姫に恥をかかせる結果になるため、姫本人の妨害によって救出に失敗している（前述の通り、本人は詠唱に集中しているため、失敗の原因が姫にあると気付いていない）。
5巻の拷問65にて、声優のリリイベから帰宅途中の魔王に偶然遭遇。人間が魔王城の前に迷い込んだと思い声を掛けただけで危害を加えるつもりはないから落ち着くよう諭す魔王の言葉を無視して一方的に攻撃を仕掛けるも全く通じず、逆に命を救われたうえ、同じオタク趣味（作中アニメ『起動騎兵ソウルクロス』）を持つ者同士として意気投合。目の前の相手が魔王本人と気づかないまま、「全ての魔族が敵ではなく、我が敵は魔王と魔王軍のみ」と、魔族に対する認識を若干軟化させた。
ジモチ
声 - 大塚芳忠
王国に執事として使える元“名誉騎士”。現時点では回想シーンにのみ登場。一見すると厳格な風貌の人物だが、姫様の稽古帰りにこっそり駄菓子を買い与えたり、ファミレスに寄ったりするなど世俗的な面を持つ（むしろ作中ではその事ばかりクローズアップされ、エクスに突っ込まれている）。姫に必殺技となる剣技を教えた師匠というべき存在だが、一週間で技を覚えれば習得のため与えられた一ヶ月の残りを遊べると話す（姫は5日で覚え残りの25日遊んで過ごした）など姫の操縦も上手く、良くも悪くも彼女の人格形成に大きな影響を与えている。

## 用語
大乱闘ジャンププラース
3話・116話に登場するテレビゲーム。登場キャラクターとして『地獄楽』（賀来ゆうじ）の画眉丸ら『少年ジャンプ+』作品のキャラクターが描かれている。
賀来がTwitterに関連イラストを投稿するなど『少年ジャンプ+』作家から反響があった。『猫田びより』（久楽）では本編にも登場し、さらにそのシーンが『トマトイプーのリコピン』（大石浩二）で引用された。

## 書誌情報
- 春原ロビンソン・ひらけい『姫様“拷問”の時間です』 集英社〈ジャンプ・コミックス〉、既刊17巻（2025年5月2日現在）
  1. 2019年9月4日発売[14][15]、ISBN 978-4-08-882045-3
  2. 2020年2月4日発売[16]、ISBN 978-4-08-882221-1
  3. 2020年8月4日発売[17]、ISBN 978-4-08-882398-0
  4. 2020年11月4日発売[18]、ISBN 978-4-08-882524-3
  5. 2021年1月4日発売[19]、ISBN 978-4-08-882535-9
  6. 2021年7月2日発売[20]、ISBN 978-4-08-882719-3
  7. 2021年9月3日発売[21]、ISBN 978-4-08-882765-0
  8. 2022年1月4日発売[22]、ISBN 978-4-08-882886-2
  9. 2022年5月2日発売[23]、ISBN 978-4-08-883122-0
  10. 2022年10月4日発売[24][25]、ISBN 978-4-08-883277-7
  11. 2023年3月3日発売[26][27]、ISBN 978-4-08-883444-3
  12. 2023年7月4日発売[28]、ISBN 978-4-08-883622-5
  13. 2024年1月4日発売[29]、ISBN 978-4-08-883843-4
  14. 2024年3月4日発売[30]、ISBN 978-4-08-883869-4
  15. 2024年5月2日発売[31]、ISBN 978-4-08-884067-3
  16. 2024年10月4日発売[32]、ISBN 978-4-08-884283-7
  17. 2025年5月2日発売[33]、ISBN 978-4-08-884550-0

## 表現技法

### ストーリー制作
原作者の春原は、本作のストーリーは、最初にシナリオを執筆し、次いでミニネーム、最後にネームという順番で作っているとウェブサイト「コミックナタリー」に寄せた記事の中で説明しており、この工程を経ることで同じ物語を3度別の視点から見直すことで改善点が見つかると話している。
たとえば201話の冒頭の会話の場合、シナリオの段階では「そんな とんこつラーメンに存在するのか？あっさりが！」という驚きに対し、「ふふっ存在するのですよ」という返答だったが、これでは冗長なうえ、「存在」という単語の繰り返しになるため、ミニネームの段階で「ふふっあっさり系もあるのですよ」という言い回しに変更された。

## 反響
単行本の発行部数は電子版を合わせて3巻で15万部以上。また、2023年11月時点で総閲覧数は2億PVを突破している。
次にくるマンガ大賞2020 Webマンガ部門2位（38070ポイント）。

## テレビアニメ
2023年6月27日にテレビアニメ化が発表された。第1期は2024年1月から3月までTOKYO MXほかにて放送された。
第2期は2024年3月26日の第1期最終話放送後に制作が発表され、2026年1月からTOKYO MXほかにて放送予定。

### スタッフ
- 原作 - 春原ロビンソン・ひらけい[4]
- 監督 - 金森陽子[4]
- シリーズ構成 - 筆安一幸[4]
- キャラクターデザイン - 河野敏弥、古橋聡[4]
- サブキャラクターデザイン - 滝山真哲[6]、住本悦子[6]
- 料理・プロップデザイン - 田村恭穂[6]
- 色彩設計 - 今野成美[6]
- 美術監督・美術設定 - 宮本実生[6]
- 撮影監督 - 長谷川麻美[6]
- 編集 - 坂本久美子[6]
- 音響監督 - 明田川仁[6]
- 音響効果 - 安藤由衣[6]
- 音楽 - 横山克[4]
- 音楽プロデュース - 小学館ミュージック&デジタル エンタテイメント
- 音楽プロデューサー - 大隈啓良
- プロデューサー - 中島直人、水谷圭、清原愛一朗、大矢陽久、植木達也、神田亮太、黒田健史、松村尚、大和田智之
- アニメーションプロデューサー - 向峠和喜
- アニメーション制作 - PINE JAM[4]
- 製作 - 国王軍第三騎士団[4]

### 主題歌
「まっさかさマジック!」
shallmによる第1期オープニングテーマ。作詞・作曲はlia、編曲はNaoki ItaiとYusuke Koshiro。
「明日は明日の風が吹く」
LEEVELLESによる第1期エンディングテーマ。作詞はLEEVELLESとヤマモトショウ、作曲はLEEVELLESと大西省吾、編曲は大西省吾とLEEVELLES。

### 各話リスト
| EPISODE #01 | 筆安一幸   | 金森陽子   | 金森陽子   | 片出健太 滝山真哲 上原史之 湯団 迫江沙羅 河野敏弥 | 田村恭穂 | 河野敏弥                              | 2024年 1月9日 |
| EPISODE #02 | 村上桃子   | 高橋謙仁   | 高橋謙仁   | 酒井愛理 宮澤有希 夏木洋 菊地加純 三橋桜子 片出健太 河野敏弥 | 田村恭穂 | 河野敏弥                              | 1月16日       |
| EPISODE #03 | 守護このみ | 米田和弘   | 武井諒     | 近藤明也圭 加藤けえ 迫江沙羅 上原史之 陳玲玲 趙小川 猿渡聖加 | 田村恭穂 | 河野敏弥                              | 1月23日       |
| EPISODE #04 | 筆安一幸   | 若野哲也   | 若野哲也   | 河野敏弥 片出健太 村木智彦 大野勉 日高真由美 白幡裕二 中村咲智 渡辺千尋 牧原加奈 趙小川 徐超 陳玲玲 姜海華 いのうえりか                                                                                 | 田村恭穂 | 河野敏弥 加藤けえ 小美野雅彦          | 1月30日       |
| EPISODE #05 | 村上桃子   | 三保夢     | 幸博コマヲ | 住本悦子 滝山真哲 山内大輔 近藤明也圭 三橋桜子 猿渡聖加 趙小川 徐超 陳玲玲 姜海華 | 田村恭穂 | 河野敏弥 迫江沙羅 加藤けえ            | 2月6日        |
| EPISODE #06 | 守護このみ | 浅井義之   | 浅井義之   | 山内大輔 上原史之 片出健太 酒井愛理 日高真由美 関口雅浩 いのうえりか 村木智彦 | 田村恭穂 | 河野敏弥 加藤けえ 小美野雅彦          | 2月13日       |
| EPISODE #07 | 筆安一幸   | 米田和弘   | 米田和弘   | 関口雅浩 猿渡聖加 三橋桜子 大野勉 白幡裕二 中村咲智 牧原加奈 渡辺千尋 黄薇霓 趙小川 徐超 陳玲玲 姜海華 いのうえりか 近藤明也圭 三井麻未                                                                 | 田村恭穂 | 河野敏弥 加藤けえ 迫江沙羅 小美野雅彦 | 2月20日       |
| EPISODE #08 | 村上桃子   | 金森陽子   | 武井諒     | 夏木洋 村木智彦 山内大輔 片出健太 佐々木貴宏 いのうえりか 加藤けえ 趙小川 徐超 陳玲玲 蒋海華 | -        | 河野敏弥 迫江沙羅 加藤けえ            | 2月27日       |
| EPISODE #09 | 村上桃子   | 出合小都美 | 幸博コマヲ | 土佐岡加奈 加藤祐子 酒井愛理 大野勉 関口雅浩 三橋桜子 秋谷有紀恵 白幡裕二 黄薇霓 中村咲智 渡辺千尋 牧原加奈                                                                                             | 田村恭穂 | 河野敏弥 迫江沙羅 加藤けえ 小美野雅彦 | 3月5日        |
| EPISODE #10 | 守護このみ | 浅井義之   | 浅井義之   | 滝山真哲 山内大輔 片出健太 いのうえりか 日高真由美 近藤明也圭 大野勉 石田充知子 小美野雅彦 篠原健二 山中正博 村木智彦 佐々木美穂 趙小川 徐超 陳玲玲 蒋海華                                              | 田村恭穂 | 河野敏弥 迫江沙羅 加藤けえ 小美野雅彦 | 3月12日       |
| EPISODE #11 | 筆安一幸   | 高橋謙仁   | 高橋謙仁   | 曾品喬 蔡孟書 范言新 劉玟萱 李育蓁 葉奕呈 吳亭頤 吳曉蓉 黒絵レイ 謝孟夏 一土 村木智彦 趙小川 徐超 陳玲玲 蒋海華 沈益智 伝動軸 馮亦範                                                                    | 田村恭穂 | 河野敏弥 加藤けえ 迫江沙羅            | 3月19日       |
| EPISODE #12 | 筆安一幸   | 浅井義之   | 金森陽子   | 夏木洋 近藤明也圭 大野勉 山内大輔 加藤祐子 佐々木貴宏 酒井愛理 新井博慧 いのうえりか 柴田勝紀 山本もも 村木智彦 山中正博 白幡裕二 黄薇霓 中村咲智 渡辺千尋 牧原加奈 日高真由美 滝山真哲 藤森蒼 片出健太 | 田村恭穂 | 河野敏弥 加藤けえ 迫江沙羅 小美野雅彦 | 3月26日       |

### 放送局
| 放送期間                | 放送時間                     | 放送局       | 対象地域   | 備考                                 |
| ----------------------- | ---------------------------- | ------------ | ---------- | ------------------------------------ |
| 2024年1月9日 - 3月26日  | 火曜 0:00 - 0:30（月曜深夜） | TOKYO MX     | 東京都     | 製作参加                             |
|                         |                              | BS11         | 日本全域   | 製作参加 / BS放送 / 『ANIME+』枠     |
|                         | 火曜 21:30 - 22:00           | AT-X         | 日本全域   | CS放送 / 字幕放送 / リピート放送あり |
| 2024年1月12日 - 3月29日 | 金曜 0:26 - 0:56（木曜深夜） | 長崎放送     | 長崎県     |                                      |
| 2024年1月15日 - 4月1日  | 月曜 2:29 - 2:59（日曜深夜） | 関西テレビ   | 近畿広域圏 | 製作参加                             |
| 2024年1月17日 - 4月3日  | 水曜 2:05 - 2:35（火曜深夜） | テレビ北海道 | 北海道     |                                      |

| 配信開始日    | 配信時間                   | 配信サイト |
| ------------- | -------------------------- | --- |
| 2024年1月9日  | 火曜 0:00（月曜深夜） 更新 | ABEMA |
| 2024年1月12日 | 金曜 0:00（木曜深夜） 更新 | バンダイチャンネル dアニメストア DMM TV FOD Hulu Amazon Prime Video TELASA J:COM STREAM 見放題 milplus auスマートパスプレミアム U-NEXT アニメ放題 niconico Google Play |
|               | 金曜 12:00 更新            | HAPPY!動画 |
| 2024年1月15日 | 月曜 12:00 更新            | ムービーフルPlus |

### BD
| 巻  | 発売日        | 収録話         | 規格品番  |
| --- | ------------- | -------------- | --------- |
| BOX | 2024年8月16日 | 第1話 - 第12話 | GABS-2743 |

### WEBラジオ
『姫様“ラジオ”の時間です』のタイトルで、2024年1月7日から4月14日まで音泉にて毎週日曜日に配信された。パーソナリティは姫役の白石晴香。

### コラボレーション
Kalita
2024年3月14日から4月7日まで、コラボグッズが販売されている。
大宮アルシェ
2024年2月17日から3月31日まで、コラボ企画が行われている。17日には姫役・白石晴香とトーチャー役・伊藤静によるトークショーも同時に行われた。